# 복장나무
복장나무(학명: Acer mandshuricum 아케르 만드수리쿰[*])은 중국 (간쑤성 동남부·헤이룽장성·지린성·랴오닝성·산시성 남부), 한반도, 러시아 (프리모르스키 변경주)에 서식하는 단풍나무의 일종이다.
복장나무라는 이름은 점치는 일을 뜻하는 '복정' (卜定) 또는 점쟁이를 뜻하는 '복자' (卜者)라는 단어에서 유래하였다.

## 생김새
복장나무는 나무높이 최대 30m에 달하는 가늘은 활엽수이지만 보통은 이보다 더 작다. 복자기와 피껍질단풍(Acer griseum) 등의 다른 종들과 가까운 관계에 있는 삼출엽 단풍나무이지만, 여느 박리되는 껍질과는 다른 매끈하고 회색빛의 나무껍질을 가지고 있다.
잎은 7~10cm 길이의 잎자루와 세 장의 작은 잎들로 구성된다. 작은 잎들은 전체적으로 잎대가 짧으며 타원형이고 길이 5~10cm 너비 1.5~3cm, 잎 가장자리는 톱니 모양이다. 가운데에 있는 잎은 다른 두 잎들과 같은 크기이거나 약간 더 크다. 이른 봄에 잎이 나며, 짙은 녹색 잎은 생장기 내내 붉은 잎자루와 색의 대조를 이룬다.
꽃은 황록색이며, 꽃이 3개에서 5개가 한 데 모여 원추취상꽃차례를 이룬다.
단단하고, 수평으로 퍼지는 시과는 길이 3~3.5cm 너비 1cm이다.

## 재배품종
영국에서 큐 왕립식물원에 나무를 식재하게 되면서 1904년 재배품종으로 최초 도입되었다. 영국에서는 대륙성 기후에 적응하는 과정에서 잎이 일찍이 나 늦은 봄 서리에 피해를 입어 재배화에 큰 성공을 거두지 못했다. 기록된 가장 큰 표본목의 높이는 8m이다. (브리튼 제도의 나무 등록부).
수목원 외의 지역에서는 거의 볼 수 없지만, 좁은 서식지 때문에 작은 정원에 적합하며 그 친척들처럼 분홍색과 주황색을 포함한 화려한 가을 색상을 가지고 있다. 최적의 생장 선호 요건은 태양이 밝게 뜨는 시간대에서 그늘이 부분적으로 드는 시간대 사이, 그리고 습하지만 배수가 잘 되는 산성 또는 중성 토양아다.
미국에서 성숙한 표본목은 매사추세츠주 보스턴의 아놀드 수목원 (Arnold Arboretum)에 있는데, 대략 높이 13m 너비 8m에 달하며 수령이 70년이다 캐나다 온타리오주 해밀턴의 왕립 온타리오 식물원에는 높이가 각각 약 10m인 세 그루의 복장나무가 식재되어 있다.

## 와부 링크
- 위키미디어 공용에 복장나무 관련 미디어 분류가 있습니다.
- 위키생물종에 Acer mandshuricum 관련 자료가 있습니다.